# 2-Naphthoesäure
2-Naphtoesäure, auch β-Naphthoesäure, gehört zu den Naphthalinderivaten. Diese kommen im Steinkohleteer vor. Sie gehören zur Stoffklasse der kondensierten aromatischen Kohlenwasserstoffe. Diese absorbieren Licht im UV-Bereich und zeigen Fluoreszenz. 2-Naphthoesäure ist isomer zu 1-Naphthoesäure.

## Darstellung
2-Naphthoesäure kann aus Tetracen-5,12-dion durch Hydrolyse mit KOH synthetisiert werden.
Eine weitere gängige Methode ist die Synthese von 2-Napthoesäure aus Naphthalin: Der erste Schritt ist die Darstellung eines Ketons durch Friedel-Crafts-Acylierung. Eine anschließende Haloformreaktion ist eine präparativ nützliche Methode für die Oxidation des Methylketons zur Carbonsäure.
Die Herstellung der 2-Naphthoesäure durch Oxidation von 2-Methylnaphthalin ist nicht möglich, da der substituierte Ring leichter oxidierbar ist als die Seitenkette. Bei der elektrophilen Subsitution von Naphthalin ist normalerweise die α-Position bevorzugt.

## Eigenschaften
Es handelt sich um einen farblosen Feststoff.
- 1H-NMR: 10,05 ppm
- 13C-NMR: 127,5; 127,8; 128,4 ppm
- Massenspektrometrie: m/z 127, 155, 172.

## Verwendung
Man nutzt sie als Grundstoff bei der Herstellung von Pigmenten, Farbstoffen und Pharmazeutika.

## Säurestärke (pKS-Werte) der Singulett- und Triplettzustände
Aus der pH-abhängigen Absorption und Fluoreszenz der 2-Naphtoesäure lässt sich, nach Betrachtung des thermodynamischen Gleichgewichts der undissoziierten Säure und des Säureanions, der pKS-Wert im jeweiligen Energiezustand berechnen:
| pKS0 | pKS1  | pKT1 | pKT1 |
| 4,2  | 10–12 | 4,0  | 4,2  |

Die pKS-Werte sind durch Fluoreszenz- und Phosphoreszenzmessung ermittelt worden.
Dabei zeigt sich, dass der S1-Zustand stärker basisch ist als der Grundzustand S0.

## Schadstoffabbau
Der Naphthoesäureabbau erfolgt durch Reduktion mit Hilfe von Mikroorganismen unter anaeroben Bedingungen: